# Трёхизбенская волость
Трёхизбенская во́лость — историческая административно-территориальная единица Старобельского уезда Харьковской губернии с центром в слободе Трёхизбенка.
По состоянию на 1885 год состояла из 7 поселений, 4 сельских общин. Население — 8834 человека (4353 мужского пола и 4481 — женского), 1158 дворовых хозяйств.
|                       | Площадь, десятин | В том числе пахотной, дес. |
| --------------------- | ---------------- | -------------------------- |
| Сельских общин        | 17332            | 8278                       |
| Частной собственности | 134              | 32                         |
| Другой собственности  | 190              | 114                        |
| В целом               | 17656            | 8424                       |

Основные поселения волости по состоянию на 1885 год:
- Трёхизбенка — бывшая государственная слобода при реке Северский Донец в 62 верстах от уездного города, 3097 человек, 452 дворовых хозяйства, православная церковь, школа, 3 лавки.
- Бахмутовка — бывшее государственное село при реке Айдар, 2401 человек, 164 дворовых хозяйства, православная церковь.
- Гречишкино — бывшее государственное село при реке Айдар, 822 человека, 120 дворовых хозяйств, православная церковь.
- Райгород (Яндилово) — бывшее государственное село при реке Айдар, 1890 человек, 260 дворовых хозяйств, православная церковь, 2 лавки.

Крупнейшие поселения волости по состоянию на 1914 год:
- слобода Трёхизбенка — 7145 жителей.
- слобода Райгород — 3119 жителей.
- слобода Бахмутовка — 3421 житель.
- слобода Гречишкино — 1861 житель.

Старшиной волости был Бондарев Илларион Гаврилович, волостным писарем — Дудников Стефан Лукич, председателем волостного суда — Кариков Лука Лукич.